# المعرض الجوي الصربي
يُعد المعرض الجوي الصربي، أو معرض باتاجنيكا الجوي. (Serbian Air Show). معرضًا دوليًا سنويًا يستضيفه مطار قاعدة باتاجنيكا، بصربيا ، حيث يتم تنظيمه وعرضه من قبل القوات الجوية الصربية والمشاركين الدوليين.

## معرض الجوي 2009
شارك 200 مشارك من 15 دولة بما في ذلك:
- النمسا
- الجمهورية التشيكية
- الدنمارك
- فرنسا
- اليونان
- المجر
- إيطاليا
- رومانيا
- صربيا (المضيف)
- سلوفينيا
- إسبانيا
- تركيا
- المملكة المتحدة
- الولايات المتحدة

حضر أكثر من 100 ألف متفرج في برنامج 2009.

### الطائرات
شارك أكثر من 40 طائرة و 16 نوعًا مختلفًا في المعرض الجوي:
- إيروسباسيال ألويت الثالثة
- إيروسباسيال غازيل
- ألفا جت
- أنتونوف أن-2
- أنتونوف أن-26
- يوروفايتر تايفون
- جنرال ديناميكس F-16 فالكون
- Lasta 95
- بيلاتوس PC9
- ساب جاس-39 غربين
- سوكو J-22 أوراو
- سوكو G-4 سوبر غالب
- ميغ 21
- ميغ 29
- ميل مي 17
- ميل مي 24
- طراز UTVA 75